# Tapeinidium calomelanos
Tapeinidium calomelanos är en ormbunkeart som beskrevs av Kramer. Tapeinidium calomelanos ingår i släktet Tapeinidium och familjen Lindsaeaceae. Inga underarter finns listade.